# Nabihah Iqbal
Nabihah Iqbal est une animatrice de radio, compositrice et DJ britannique née à Londres et d'origine pakistanaise.
Son premier album, Weighing of the Heart est sorti en 2017 sur le label Ninja Tune.

## Biographie
Née à Londres, Nabihah Iqbal grandit dans le quartier de Regent's Park. Ses parents sont tous deux immigrés du Pakistan. Jeune, elle apprend à jouer de la flûte, du piano et de la guitare. Elle a également une ceinture noire de karaté.
Elle étudie l'histoire et l’ethnomusicologie à la School of Oriental and African Studies (École des études orientales et africaines) de l'université de Londres et en sort diplômée en 2009. Elle se plonge dans les traditions musicales de diverses cultures et élargit ses horizons.
Également diplômée en droit, elle travaille ensuite comme avocate des droits humains en Afrique du Sud mais décide de se consacrer à la musique lorsque sa carrière se lance.
Nabihah Iqbal se fait connaitre sous le nom Throwing Shade.
Elle sort son premier single, House Of Silk le 4 Mars 2016. Son premier album, Weighing of the Heart est sorti en 2017 sur le label Ninja Tune,,,.
Nabihah Iqba anime depuis le 7 octobre 2017 une émission sur la webradio londonienne NTS Radio.

## Discographie

### Albums studio
- 2017 - Weighing of the Heart
- 2023 - Dreamer

### Singles
- 2016 - House Of Silk[10]
- 2017 - Something More[11]
- 2017 - Eternal Passion / Zone 1 To 6000[12]
- 2023 - This World Couldn’t See Us